# Petrus Jacobus Joubert

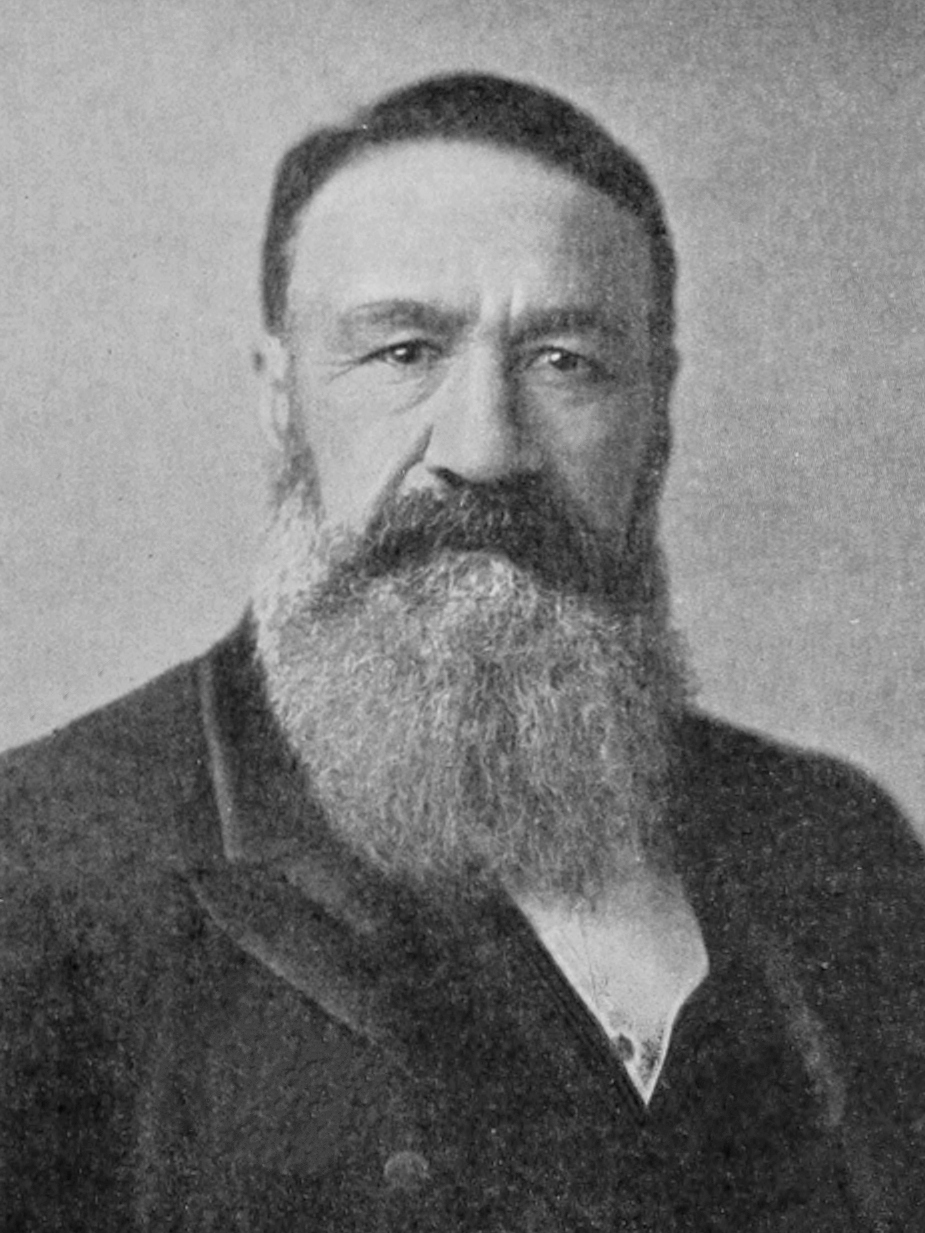

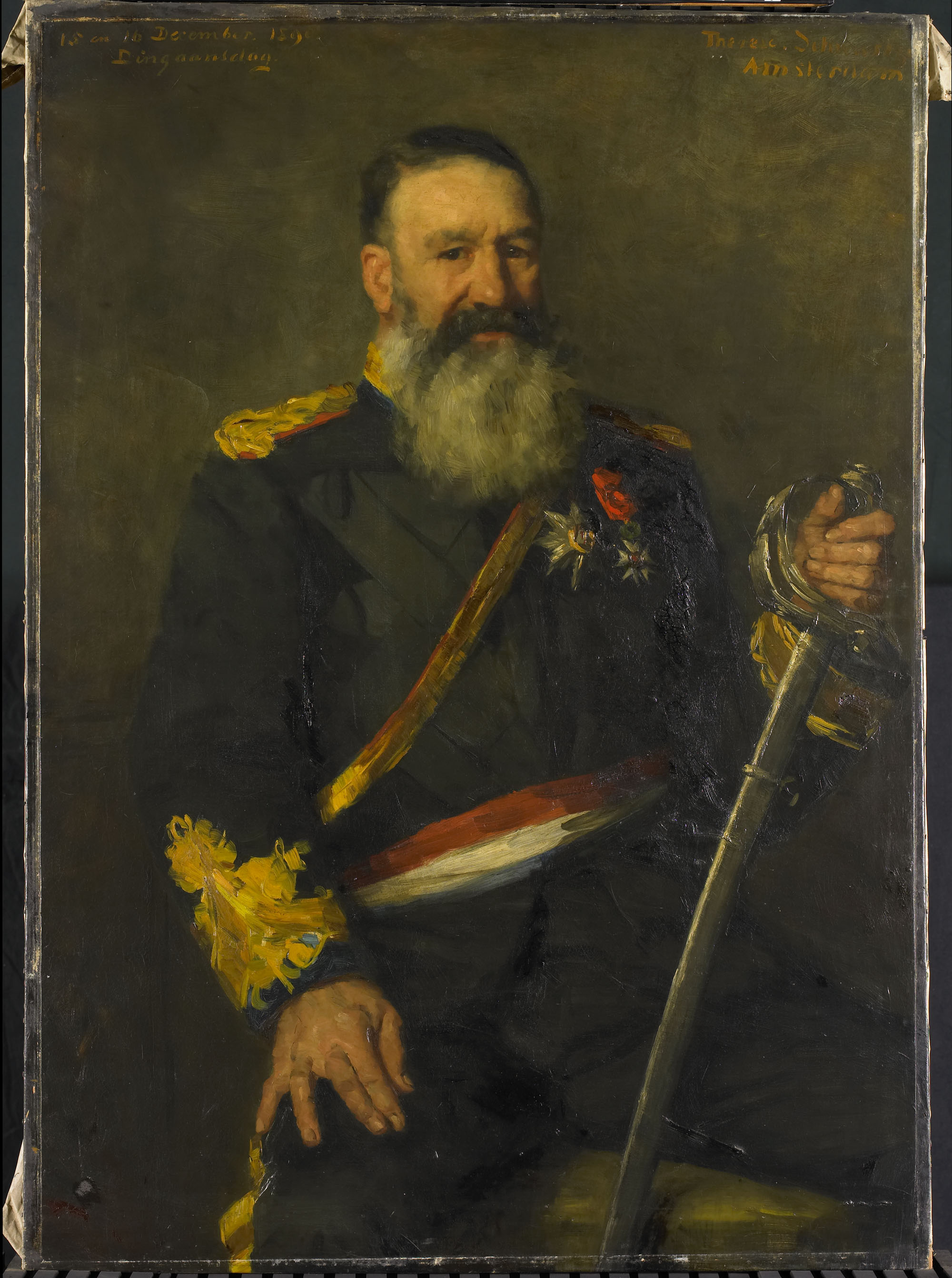
Portret pędzla Thérèse Schwartze

Petrus Jacobus Joubert (Piet Joubert , ur. 20 stycznia 1834 – zm. 28 marca 1900) – transwalski polityk, główny dowódca wojsk (1880–1900), prezydent Transwalu.
Urodził się w Cango, w regionie Oudtshoorn, położonego w Kolonii Przylądkowej, jako potomek francuskich hugenotów, którzy przybyli do południowej Afryki po odwołaniu edyktu nantejskiego przez Ludwika XIV. Po śmierci rodziców przeniósł się do Transwalu, gdzie osiedlił się w okolicy Wakkerstroom. Zajął się tam rolnictwem oraz studiowaniem prawa.
Na początku lat sześćdziesiątych XIX wieku, już jako szanowany obywatel, został wybrany z Wakkerstroom na posła do Volksraadu. W roku 1870 został ponownie wybrany, zaś w 1875 pełnił obowiązki prezydenta w imieniu nieobecnego prezydenta Thomasa Burgersa, który wyjechał do Europy.
W czasie pierwszej brytyjskiej aneksji Transwalu konsekwentnie odmawiał przyjmowania jakichkolwiek stanowisk. Był wśród ludzi przygotowujących i agitujących za wojną przeciw Wielkiej Brytanii, toczonej później w latach 1880-1881, tzw. I wojnie burskiej.
W wojnie został dowódcą transwalskich wojsk. Dowodził w bitwach na przełęczy Laing, Schuinshoogte (Ingogo) i wzgórzu Majuba, następnie przewodził rozmowom pokojowym.
W 1883 roku był kandydatem na prezydenta Transwalu, ale przegrał o 1171 głosów z Paulem Krugerem, w 1893 i 1898 ponownie, bezskutecznie, ubiegał się o prezydenturę.
Po wybuchu II wojny z Brytyjczykami, z powodu słabego zdrowia, jedynie formalnie sprawował dowództwo nad wojskiem. Zmarł przed końcem wojny w Pretorii.
Na jego cześć nazwano miasto Pietersburg, obecnie nosi ono nazwę Polokwane.
Siostrzeńcem Petrusa Jouberta był dziennikarz i niemiecki szpieg, Fritz Joubert Duquesne.